# 元箱根港

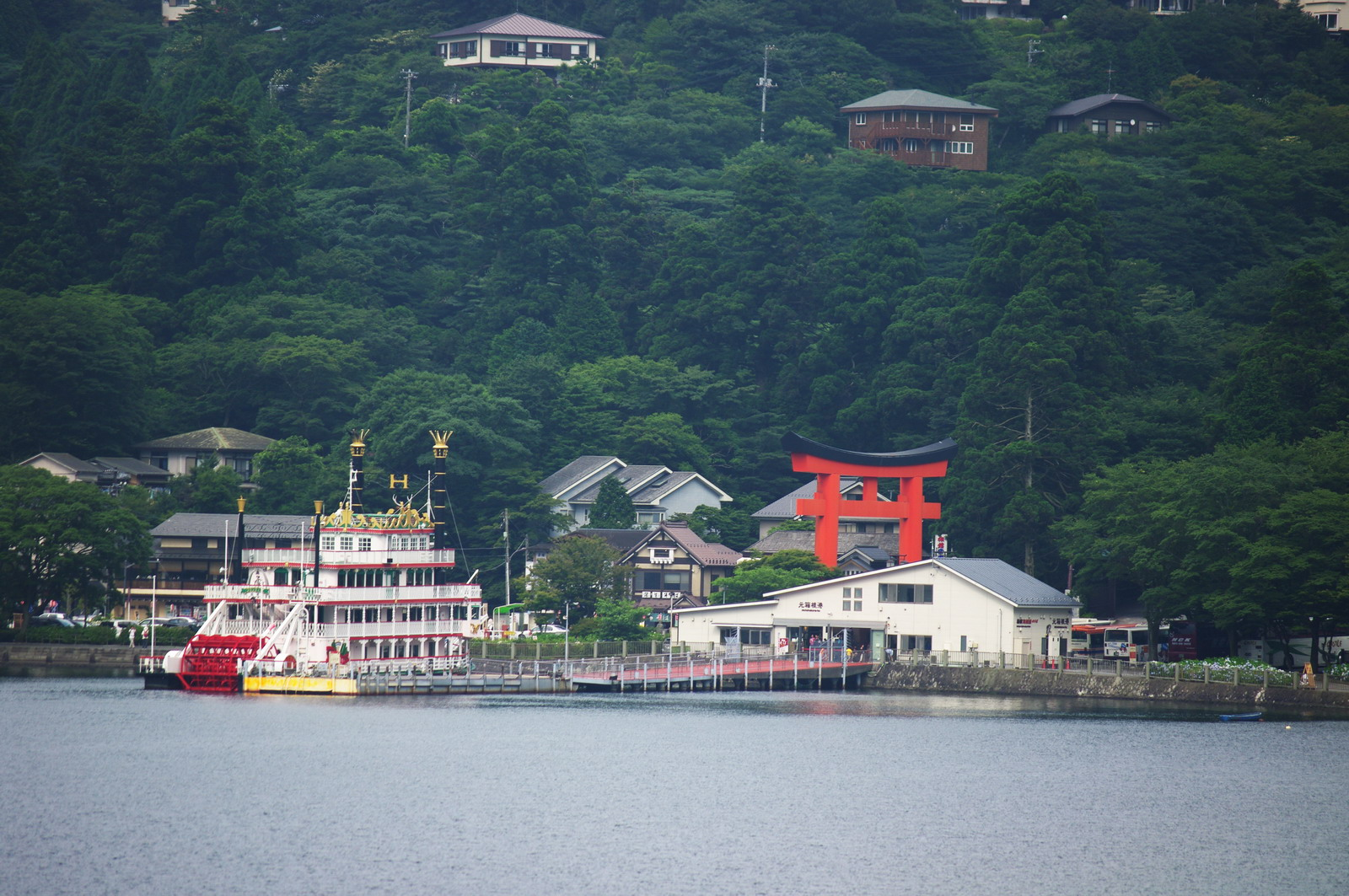
全景（2008年7月）

元箱根港（もとはこねこう）は、神奈川県足柄下郡箱根町元箱根にある芦ノ湖の港である。

## 就航会社
いずれも芦ノ湖の遊覧船。
- 小田急箱根（箱根海賊船） - 小田急グループ。駅ナンバリングはOH 67。小田急小田原線新宿駅の「OH 01」から続いてきた番号はここが最後となる。
- 箱根遊船（芦ノ湖遊覧船） - 富士急グループ

それぞれの会社に桟橋があり、両者間は徒歩5分程度の距離がある（約250メートル）。
なお、元箱根港を含む芦ノ湖遊覧船の事業は2023年3月に伊豆箱根鉄道から富士急行に譲渡されたが、元箱根港売店については引き続き伊豆箱根鉄道が運営している。

## 港周辺
- セブン-イレブン元箱根店
- 箱根旧街道杉並木
- 箱根神社
- 成川美術館

## 路線バス
船の桟橋が二つあり、それぞれにバス停留所が設けられている。
- 箱根海賊船の桟橋が「元箱根港」（停留所番号：OH67/152）
- 芦ノ湖遊覧船の桟橋が「元箱根」（停留所番号：150）[2]、「箱根神社入口」（停留所番号：151）[3]

### 元箱根港
港に併設してバスのりばがある。のりばにはバス待合室があり、コインロッカーが設置されている。箱根登山バスの元箱根案内所があり、箱根登山バスの乗車券や箱根フリーパスを販売していたが、2022年9月1日をもって箱根観光船（現：小田急箱根）の元箱根営業所へ統合された。
1番のりば
- [H] 箱根町線：小涌園・宮ノ下経由 箱根湯本駅・小田原駅（箱根登山バス）

2番のりば
- [R] 急行 箱根新道線：箱根町港・箱根新道経由 箱根湯本駅・小田原駅（箱根登山バス）

3番のりば
- 臨時のりば

4番のりば
- [N65]三島線・[N66] 特急 三島線：箱根関所跡・箱根町港・箱根峠経由 三島駅（東海バス）

5番のりば
- [K] 箱根旧街道線：箱根旧街道・畑宿経由 箱根湯本駅（箱根登山バス）
- 小田急山のホテルシャトルバス

6番のりば
- [H] 箱根町線：箱根関所跡経由 箱根町港（箱根登山バス）
- [Z] 箱根・関所線：箱根関所跡・箱根町（伊豆箱根バス）
- [P] 急行 バイパス線：箱根関所跡・箱根町・箱根新道（・箱根湯本駅）経由 小田原駅（伊豆箱根バス）
- [AT] 熱海・箱根線：箱根関所跡・箱根町・箱根峠・十国峠登り口経由 熱海駅（伊豆箱根バス）
- 湯河原・箱根線：箱根関所跡・箱根町・箱根峠・湯河原パークウェイ経由 湯河原駅（伊豆箱根バス）

逆さ富士駐車場前のりば
- [Z] 箱根・関所線：元箱根・小涌園・宮ノ下・箱根湯本駅経由 小田原駅（伊豆箱根バス）
- [P] 急行 バイパス線・[AT] 熱海・箱根線・湯河原・箱根線：元箱根・箱根園（伊豆箱根バス）

### 元箱根
港から元箱根交差点を挟んだ反対側にバスロータリーがあり、伊豆箱根バスの路線バスが発着する。小田急グループのバス会社の路線は乗り入れない。また、道路の向かい側には伊豆箱根バスの箱根営業所と車庫がある。
1番のりば
- [Z] 箱根・関所線：箱根関所跡・箱根町
- [P] 急行 バイパス線：箱根関所跡・箱根町・箱根新道（・箱根湯本駅）経由 小田原駅

2番のりば
- [Z] 箱根・関所線・[U] 国道・箱根園線：小涌園・宮ノ下・箱根湯本駅経由 小田原駅

3番のりば
- [AT] 熱海・箱根線：箱根関所跡・箱根町・箱根峠・十国峠登り口経由 熱海駅
- 湯河原・箱根線：箱根関所跡・箱根町・箱根峠・湯河原パークウェイ経由 湯河原駅
- [U] 国道・箱根園線・[P] 急行 バイパス線・[AT] 熱海・箱根線：箱根園
- 芦ノ湖エリア循環バス 龍宮殿本館・箱根園経由 ザ・プリンス箱根芦ノ湖

箱根営業所のりば
- 水陸両用バス NINJA BUS / WATER SPIDER[7]

## 隣の港
小田急箱根
 箱根海賊船
箱根町港 (OH 66) → 元箱根港 (OH 67) → 桃源台港 (OH 65)
- 一部の便は逆の経路で運航（「箱根海賊船#航路」を参照）。

箱根遊船
芦ノ湖遊覧船
箱根関所跡港 → 元箱根港 → 箱根園港